# Конопляное
Конопляное (укр. Конопляне; ранее Евгениевка, Амосиевское) — село, относится к Ивановскому району Одесской области Украины.
Учреждено 22 апреля 1863 года на реке Большой Куяльник. 
Население по переписи 2001 года составляло 1707 человек. Почтовый индекс — 67220. Телефонный код — 4854. Занимает площадь 1,828 км². Код КОАТУУ — 5121882001.

## Местный совет
67220, Одесская обл., Ивановский р-н, с. Конопляное, ул. 30-летия Победы, 70